# Masterpieces
Pour les articles homonymes, voir Masterpiece (homonymie).
Albums de Bob Dylan
Hard Rain
(1976) Street-Legal
(1978)
Masterpieces est une compilation de Bob Dylan parue en 1978 sortie en anticipation de la tournée de 1978. Cette compilation regroupe la carrière de Bob Dylan de 1963 à 1978 sur trois disques. Elle inclut des versions inédites.

## Titres
Toutes les chansons sont de Bob Dylan, sauf indication contraire.

### Disque 1
1. Knockin' on Heaven's Door – 2:30
2. Mr. Tambourine Man – 5:29
3. Just Like a Woman – 4:56
4. I Shall Be Released – 3:05
5. Tears of Rage (Dylan, Richard Manuel) – 4:14
6. All Along the Watchtower – 2:32
7. One More Cup of Coffee (Valley Below) – 3:47
8. Like a Rolling Stone – 5:17 (version live de Self Portrait)
9. Quinn the Eskimo (The Mighty Quinn) – 2:49 (version live de Self Portrait)
10. Tomorrow Is a Long Time – 3:02
11. Lay, Lady, Lay – 5:00
12. Idiot Wind – 10:06 (version live)

### Disque 2
1. Mixed-Up Confusion – 2:30 (version alternative inédite)
2. Positively 4th Street – 3:56
3. Can You Please Crawl Out Your Window? – 3:35
4. Just Like Tom Thumb's Blues – 5:40 (version live, face B du single I Want You, 1966)
5. Spanish Is the Loving Tongue (traditionnel) – 3:38 (face B du single Watching the River Flow, 1971)
6. George Jackson – 5:38 (single, 1971)
7. Rita May (Dylan, Jacques Lévy) – 3:13 (single, 1976)
8. Blowin' in the Wind – 2:47
9. A Hard Rain's a-Gonna Fall – 6:54
10. The Times They Are a-Changin' – 3:16
11. Masters of War – 4:33
12. Hurricane (Dylan, Lévy) – 8:36

### Disque 3
1. Maggie's Farm – 5:30
2. Subterranean Homesick Blues – 2:20
3. Ballad of a Thin Man – 5:57
4. Mozambique (Dylan, Levy) – 3:01
5. This Wheel's on Fire (Rick Danko, Dylan) – 3:52
6. I Want You – 3:09
7. Rainy Day Women No. 12 & 35 – 4:38
8. Don't Think Twice, It's All Right – 3:40
9. Song to Woody (en) – 2:41
10. It Ain't Me Babe – 3:35
11. Love Minus Zero/No Limit – 2:50
12. I'll Be Your Baby Tonight – 2:39
13. If Not for You – 2:44
14. If You See Her, Say Hello – 4:48
15. Sara – 5:31